# Indicatriu de Tissot

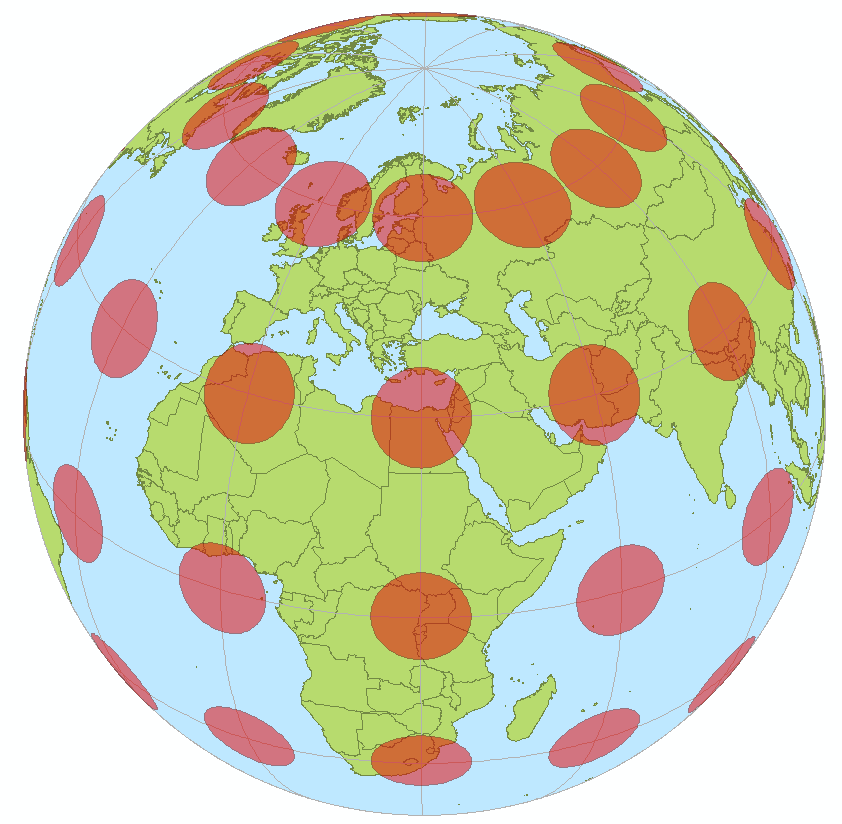
Indicatrius de Tissot sobre una projecció ortogràfica

Indicatrius de Tissot sobre una projecció de Gall-Peters, que conserva l'àrea però no els angles

Indicatrius de Tissot sobre una projecció de Mercator, que no conserva l'àrea pero sí els angles

Indicatriu de Tissot, o el·lipse de distorsió, és un concepte desenvolupat pel matemàtic francès Nicolas Auguste Tissot, entre 1859 i 1871, per a mesurar i il·lustrar distorsions de les projeccions cartogràfiques. És la figura teòrica que resulta de la projecció ortogonal d'un cercle infinitesimal amb una unitat de radi, definit en un model geomètric de la Terra (una esfera o un el·lipsoide), en un pla de projecció. Tissot va provar que aquesta figura és normalment una el·lipse, els eixos indiquen les dues direccions principals de la projecció en un determinat punt, per exemple, les direccions al llarg de les quals la seva escala és màxima i mínima. Quan la indicatriu de Tissot es redueix a un cercle vol dir que, en aquest punt en particular, l'escala és independent de la direcció. En les projeccions conformes, on els angles es conserven en tot el mapa, les indicatrius de Tissot són totes cercles, amb diàmetres variables. En les projeccions equivalents (àrees iguals), on les proporcions d'àrea es mantenen en tot el mapa, les indicatrius de Tissot tenen la mateixa unitat d'àrea, encara que les seves formes i orientacions varien amb la ubicació.
La indicatriu de Tissot s'usa per il·lustrar gràficament les distorsions lineals, angulars i d'àrea dels mapes:
- Una distorsió lineal passa quan el quocient entre les corresponents longituds (distàncies) a la superfície de projecció i en el model de la Terra és diferent a l'escala principal del mapa. A l'el·lipse de distorsió això s'expressa per una longitud de radi diferent a la unitat, en la direcció considerada.
- Una distorsió angular passa quan, en una ubicació particular, els angles mesurats en el model de la Terra no es mantenen en la projecció. Això s'expressa per una el·lipse de distorsió que no és un cercle.
- Una distorsió d'àrea passa quan les àrees mesurades en un model de la Terra no es mantenen en la projecció. Com a conseqüència, les corresponents el·lipses de distorsió tenen àrees diferents a la unitat. Aquestes àrees poden variar en un mateix mapa segons el grau de distorsió.